# André Padoux
André Padoux (n. 13 aprilie 1920, Beijing, Guvernul Beiyang – d. 16 iulie 2017, Paris, Franța) a fost un orientalist de origine franceză. A fost director de cercetare onorific la Centrul Național Francez de Cercetări Științifice(CNRS) și a fost cunoscut ca specialist mondial în domeniul tantra.

## Biografie
Fiul unui diplomat francez stabilit la Beijing, Andre Padoux a studiat științele politice La Lyon și Paris, specializându-se în diplomație. Între 1946 și 1972 a fost diplomat cultural în cadrul misiunilor franceze de la UNESCO, din Norvegia, India, Laos, Germania și Ungaria.
Interesul pentru cultura indiană l-a determinat să se dedice studiilor de sanskrită și indologie, sub îndrumarea lui Louis Renou. În anul 1957 a început elaborarea tezei de doctorat Recherches sur la symbolique et l'energie de la parole dans certains textes tantriques, susținută în anul 1964. Într-o variantă destinată publicului larg, lucrarea a apărut sub titlul L'energie de la Parole. Cosmogonies de la parole tantrique.
Padoux a fost cunoscut pentru traducerea comentată  La parātrīśikālaghuvr̥tti de Abhinavagupta și pentru studiile sale pe tema mantrelor Contributions a l'etude du mantrasastra (1978-1980-1987). În anul 1992 i-a fost dedicat volumul Ritual and Speculation in Early Tantrism. Studies in Honor of Andre Padoux, editat de Teun Goudriaan.

## Scrieri
- Recherches sur la symbolique et l'énergie de la parole dans certains textes tantriques, Paris, 1963.
- Le Parâtrisikâlaghuvrtti d'Abhinavagupta. traducere și note de A. Padoux, Paris, 1975.
- L'énergie de la parole, cosmogonies de la parole tantrique, Paris, 1994.
- Mantras et diagrammes rituels dans l'hindouisme, coordonată de A. Padoux, Paris, 1986.
- L'image divine. Culte et méditation dans l'hindouisme, coordonată de A. Padoux, Paris, 1990.
- Le cœur de la yogini (yoginîhrdaya), traducere și note de A. Padoux, Paris, 1994.
- La lumière sur les Tantras. Le Tantraloka d'Abhinavagupta, traducere și note de Lilian Silburn și André Padoux, Paris, 1998.
- Tantrikabhîdhanakôsa. Dictionnaire des termes techniques de la littérature hindoue tantrique., H. Brunner, G. Oberhammer și A. Padoux, Viena, 2000 (Volumul 1) și 2004 (Volumul 2).
- Mélanges tantriques à la mémoire d'Hélène Brunner, coordonată de André Padoux și Dominic Goodall, Paris, 2007.
- Comprendre le tantrisme. Les sources hindoues, Paris, 2010.

## Cărți traduse în alte limbi
- Vâc. The Concept of the Word in Selected Hindu Tantras (L'énergie de la parole, cosmogonies de la parole tantrique), Albany, State University of New York Press, 1990.
- Tantra (Comprendre le tantrisme. Les sources hindoues), traducere de Carmela Mastrangelo, Einaudi, 2011.
- Tantric Mantras: studies on mantrasastra, Routledge, 2011.
- Tantra - tradiția hindusă, traducere: Radu Bercea, Editura Herald, Colecția Tantra, 2012, 336 p., ISBN: 978-973-111-281-7